# Papplewick Hall

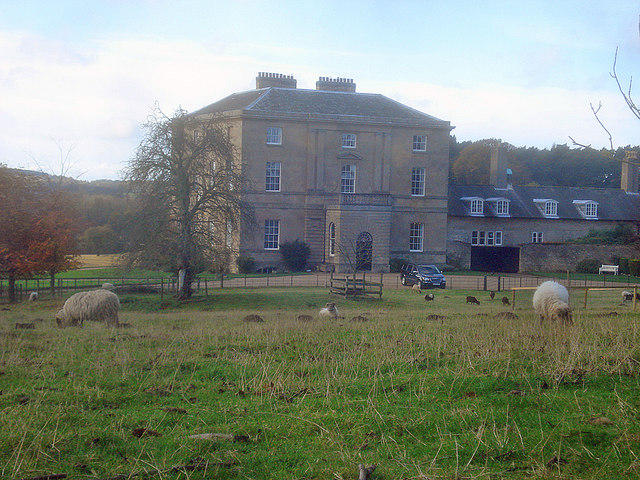
Papplewick Hall

Papplewick Hall ist ein Herrenhaus im Dorf Papplewick in der englischen Grafschaft Nottinghamshire. English Heritage hat sie als historisches Gebäude I. Grades gelistet.

## Geschichte
Das Haus wurde um 1787 für Frederick Montague, den ersten Baron Amwell, fertiggestellt. Vermutlich ist es eine Arbeit von William Lindley aus Doncaster.
Sir Frederick heiratete nie und nach seinem Tod im Jahr 1800 fiel das Anwesen auf Lebenszeit an seine Nichte, Catherine Judith Fountayne. Catherine lebte bis 1822 in Papplewick House und heiratete ebenfalls nicht. Nach ihrem Tod ging das Anwesen an Richard Fountayne Wilson aus Melton-on-the-Hill über. Er verschenkte es 1826 mit königlicher Genehmigung an seinen zehn Jahre alten Sohn, Andrew.
Andrew Montague nahm das 711 Hektar große Anwesen 1840 in Besitz und zog von seinem Haus in Normanton in Rutland nach Papplewick Hall um. Auch er heiratete nie und nach seinem Tod 1895 vermachte er das Herrenhaus dem jüngsten Sohn seines Bruders, den damals acht Jahre alten James Fountayne Montague.
James erbte das Anwesen an seinem 25. Geburtstag im Dezember 1912 und entwickelte es anschließend zu einer Pferdezucht. Dann aber kam der Erste Weltkrieg dazwischen. Nach dem Krieg war James hoch verschuldet. Im April 1919 kaufte der Politiker Albert Ball das Anwesen in Papplewick für £ 136.410 (entsprechend ca. £ 5.598.677 im Jahre 2015). Durch folgende Verkäufe wurde das Anwesen zwischen der Hucknall Torkard Industrial Provident Society, die 428 Hektar erwarb, und Sir Charles Seely, der 180 Hektar um die Forest Farm kaufte, aufgeteilt.
Heute sind Haus und Grund in privater Hand.